# Neomyrtus pedunculata
Neomyrtus pedunculata là một loài thực vật có hoa trong Họ Đào kim nương. Loài này được (Hook.f.) Allan mô tả khoa học đầu tiên năm 1961.